# الکس ریبار
الکس ریبار (انگلیسی: Alex Rebar؛ ‏ ۹ ژوئیه ۱۹۴۰ – ۱۹ نوامبر ۲۰۲۱) بازیگر، تهیه‌کننده فیلم و فیلم‌نامه‌نویس اهل ایالات متحده آمریکا بود. وی دانش‌ آموختهٔ دانشگاه ویلکس بود و بین سال‌های ۱۹۶۵ تا ۱۹۹۲ میلادی فعالیت می‌کرد.
از فیلم‌ها یا مجموعه‌های تلویزیونی که وی در آن‌ها نقش داشته است، می‌توان به روزهای زندگی ما، وحشت در آمیتی‌ویل ۴ و کانتربری شماره ۲ – داستان‌های عاشقانه جدید سده چهاردهم اشاره نمود.